# Binominale nomenclatuur
De binominale nomenclatuur (bi-nominaal - twee namen) wordt in de zoölogische nomenclatuur gebruikt. Het is gedefinieerd als het nomenclatuursysteem waarin voor soorten, maar niet voor taxa in enige andere rang, formele wetenschappelijke namen gebruikt worden die samengesteld zijn uit twee namen. Zo'n combinatie van twee namen heet een "binomen".

## Principe
Het "Principle of Binominal Nomenclature" is een belangrijk principe in de zoölogische nomenclatuur en houdt in
- soorten krijgen een tweenamige naam (binomen of binominale naam).

Zo krijgt de kat, wanneer ze als soort beschouwd wordt, de naam Felis catus, die bestaat uit: 
1) Felis, de geslachtsnaam (generic name) plus
2) catus, de soortnaam (specific name).
- ondersoorten krijgen een drienamige naam (trinomen of trinominale naam)

Zo krijgt de kat, wanneer ze als ondersoort beschouwd wordt, de naam Felis silvestris catus, die dan bestaat uit:
1) Felis, de geslachtsnaam (generic name) plus
2) silvestris, de soortnaam (specific name) en
3) catus, de ondersoortnaam (subspecific name).
- alle andere rangen krijgen een éénnamige naam (uninominale naam).

Bijvoorbeeld het ondergeslacht Mus, de familie Muridae.

## De soortnaam
In de zoölogische nomenclatuur is de soortnaam (specific name) iets geheel anders dan de naam van de soort (name of a species oftewel species name). De soortnaam is het tweede deel van het binomen, terwijl de naam van de soort het hele binomen is.
Hetzelfde geldt voor de ondersoortnaam (subspecific name), die iets geheel anders is dan de naam van de ondersoort (name of a subspecies oftewel subspecies name). De ondersoortnaam is het derde deel van het trinomen, de naam van de ondersoort het hele trinomen.
In wetenschappelijke teksten kan een auteurscitatie (author citation) gebruikt worden (dit is niet verplicht). In de zoölogie hoort de auteur bij de soortnaam of ondersoortnaam, zodat de volgende methodes van citeren zijn toegestaan, afhankelijk van waar de nadruk ligt:
- "Felis catus Linnaeus, 1758".
- "catus, Felis, Linnaeus, 1758".
- "catus Linnaeus, 1758, zoals gepubliceerd in het binomen Felis catus".

De auteurscitatie wordt tussen haakjes geplaatst bij plaatsing in een ander genus, bijvoorbeeld "Panthera leo
(Linnaeus, 1758)". Dit betekent dat de volgende twee namen dezelfde auteurscitatie hebben:
- "Felis catus Linnaeus, 1758".
- "Felis silvestris catus Linnaeus, 1758".

En dit zou ook gelden als de kat beschouwd werd als ondersoort van welke willekeurige soort in het genus Felis dan ook. Sommige zoölogen vinden dat de soortnaam de belangrijke naam is, en dat de naam van het genus een kwestie van taxonomie is, niet van nomenclatuur.

## Code
De naamgeving voor dieren wordt geregeld in de ICZN, een wetboek voor zoölogische nomenclatuur. Dit is een van de sets nomenclatuurregels. Binominale nomenclatuur (twee namen) moet niet verward worden met binomiale nomenclatuur (twee termen). Binomiale nomenclatuur is de algemene term voor het principe dat gebruikt wordt bij de naamgeving van alle levende organismes; binominale nomenclatuur is een vorm van binomiale nomenclatuur, maar het omgekeerde is niet het geval.